# Liste der Denkmale und Gedenkorte in Schöneiche bei Berlin
Die Liste der Denkmale und Gedenkorte in Schöneiche bei Berlin führt alle bekannten Denkmale, Gedenkstätten sowie Erinnerungs- und Gedenkorte in der Gemeinde Schöneiche bei Berlin auf, die einen Erinnerungscharakter haben, der über ein privates Gedenken (etwa an einem Grab) hinausgeht. Diese Orte können zum stillen Gedenken oder Erinnern ebenso dienen, wie als Ort aktiver Erinnerungskultur.
- Bezeichnung: definiert das Objekt
- Lage: gibt eine möglichst genaue Lage im Ort an
- Erhaltung: gibt an, ob das Denkmal noch erhalten ist (nicht, ob ein Denkmal noch in anderer Form womöglich an anderer Stelle erhalten ist)
- Nutzung: gibt an, ob es eine institutionalisierte Nutzung des Ortes gibt (nicht aber, ob es diese Nutzung früher gegeben haben mag)
- Anmerkungen: informative Details, wenn ein Artikel vorhanden ist, werden diese möglichst kurz gehalten
- Bild: wenn vorhanden eine möglichst repräsentative Abbildung

## Denkmale, Gedenkstätten und Gedenkorte für Kriegsopfer
| Bezeichnung                                                         | Lage                                                                                                 | Erhaltung | Nutzung | Anmerkungen | Bild |
| ------------------------------------------------------------------- | --- | --------- | ------- | --- | ---- |
| Sowjetisches Ehrenmal                                               | Fichtenau, Geschwister-Scholl-Straße                                                                 | ja        | ja      | regelmäßige Nutzung vor allem jährlich am 8. Mai |      |
| Kriegsgrab gefallener deutscher Soldaten                            | Kleinschönebeck, Friedhof an der Friedensaue                                                         | ja        | nein    | 2007 neu hergerichtetes Ensemble mit der Grabstätte von elf bekannten und 19 unbekannten deutschen Soldaten der Schlacht um Berlin an der Stelle des mittlerweile aufgelassenen Grabes von Georg Luger |      |
| Kriegsgrab gefallener deutscher Soldaten                            | Schöneiche, Waldfriedhof                                                                             | ja        | nein    | Grabstätte unbekannter deutschen Soldaten der Schlacht um Berlin; zwei davon liegen in Einzelgräbern, drei in einem Sammelgrab |      |
| Kriegsgrab umgekommener Schüler                                     | Schöneiche, Waldfriedhof                                                                             | ja        | nein    | Gemeinschaftsgrabanlage von sieben der acht Schöneicher Oberschüler, die am 8. März 1944 bei einem Volltreffer auf ihren Luftschutzkeller während eines Luftangriffes auf in Erkner ums Leben kamen |      |
| Gedenktafel für die Opfer des Ersten Weltkriegs                     | Kleinschönebeck, Dorfkirche, Dorfaue 21                                                              | ja        | nein    | Dreiteilige Gedenktafel für die 89 Opfer Kleinschönebecks im Ersten Weltkrieg |      |
| Gedenkfries für die Opfer des Ersten Weltkriegs                     | Schöneiche, Schlosskirche, Dorfstraße 38                                                             | ja        | nein    | Steinernder Fries für die 25 Opfer Schöneiches im Ersten Weltkrieg |      |
| Gedenktafel für die Opfer des Zweiten Weltkriegs                    | Schöneiche, Schlosskirche, Dorfstraße 38                                                             | ja        | nein    | Bronzetafel für alle Opfer des Zweiten Weltkriegs |      |
| Kriegerdenkmal für die Gefallenen des Deutsch-Französischen Krieges | Schöneiche, auf dem ehemaligen Gutshofgelände, Dorfstraße Ecke Straße nach Münchehofe (An der Reihe) | nein      | nein    | Entwurf und Ausführung durch den Marine-Oberstabsingenieur Grühn; in den 1950er Jahren abgetragen und die Reste des Sockels nach 2000 bei der Errichtung eines Kreisverkehrs abgetragen; der Vorschlag, den Sockel als Grundlage für ein Denkmal für alle Opfer von Kriegen zu nutzen fand keine Mehrheit |      |
| Kriegerdenkmal für die Gefallenen des Ersten Weltkrieges            | Schöneiche, im Königspark bei der Wappeneiche (heute Goethepark, Am Goethepark)                      | nein      | nein    | Kriegerdenkmal für die 33 gefallenen Schöneicher; gestaltet von Fritz Richter-Elsner, im August 1927 unter starker Beteiligung und Anteilnahme der örtlichen Bevölkerung eingeweiht; Lage inmitten alter Eichen, erhöht und über mehrere Treppenstufen zu erreichen, Vorhof mit ummauerter Randung, lichtgrauer Granitstein, der sich von oben nach unten verjüngt, auf dem Granit die Statue eines trauernden Jünglings, der das Haupt neigt und einen Eichenkranz hinab reicht; nach dem Zweiten Weltkrieg zu einem Mahnmal und einer Gedenkstätte für die Opfer des Faschismus umgestaltet; später in den damaligen Thälmann-Park (heute Schlosspark) umgesetzt; Reste des Hügels sind heute ein Kinderspielplatz |      |
| Tannenberg-Denkmal                                                  | Grätzwalde, Prager Straße 31                                                                         | nein      | nein    | ausgedehnte Parkanlage mit dem Denkmal, in den 1930er Jahren zu Adolf-Hitler-Park umbenannt und von den Nationalsozialisten für Aufmärsche und Feiern wie die Sonnenwendfeiern genutzt; spätestens bei der Schließung des Parks 1974, um hier die zwei Jahre später eröffnete Schneller-Oberschule zu eröffnen, Abtragung der letzten Denkmal-Reste |      |

## Mahnmale zur Erinnerung an die Opfer von Verfolgungen und Vertreibung
| Bezeichnung                                                                         | Lage                                                    | Erhaltung | Nutzung | Anmerkungen | Bild |
| ----------------------------------------------------------------------------------- | ------------------------------------------------------- | --------- | ------- | --- | ---- |
| OdF/VVN-Denkmal für die Opfer des Faschismus                                        | Schöneiche, Schlosspark, Schöneicher Straße             | ja        | ja      | 1968 aus dem Goethepark umgesetztes und schon nach Kriegsende umgewidmetes Denkmal für die Opfer des Ersten Weltkriegs; Granitstein wurde umgedreht und verjüngt sich nun von unten nach oben, zudem wurde er gesamte Bau samt Sockel mit flachen Steinen eingefasst; am 9. November ist hier einer der traditionellen Gedenkorte der Gemeinde |      |
| Denkmal zur Erinnerung an die jüdischen Schöneicher Mitbürger („Holocaust-Mahnmal“) | Schöneiche, Schlosspark, Buschallee                     | ja        | ja      | nachdem in Folge der 625-Jahr-Feier der Gemeinde im Jahr 2000 die Namen von mehr als 150 jüdischen Schöneichern zusammen getragen wurden, die Opfer des Nationalsozialismus wurden, wuchs der Wunsch nach einer Gedenkstätte im Ort, deren Errichtung die Gemeindevertretung im Februar 2002 beschloss; das Ehepaar Eva und Peter Baumgart reichte einen Entwurf ein, der schließlich umgesetzt wurde; das Denkmal aus Beton wurde vorrangig aus Spenden finanziert und 2005 errichtet und im Dezember des Jahres eingeweiht werden; seitdem ist es am 27. Januar und 9. November einer der zentralen Gedenkorte von Schöneiche |      |
| Stolpersteine                                                                       | verschiedene Orte                                       | ja        | nein    | zur Zeit liegen in Schöneiche 22 Stolpersteine, für Details siehe die Liste der Stolpersteine in Schöneiche bei Berlin |      |
| Gedenktafel an der „Ellon Villa“                                                    | Grätzwalde, Kinder- und Jugendzentrum, Prager Straße 23 | ja        | nein    | Gedenktafel an die fünf Mitglieder der Familie Ellon, die in diesem Haus lebten; vier wurden von den Nationalsozialisten vertrieben; auch nach dem Krieg durften sie nicht zurück in ihr Haus kehren, der lange Zeit als Kinderhort und heute als Kinder- und Jugendzentrum dient |      |

## Politische Denkmale, Gedenkstätten und Gedenkorte
| Bezeichnung                 | Lage                        | Erhaltung | Nutzung | Anmerkungen | Bild |
| --------------------------- | --------------------------- | --------- | ------- | --- | ---- |
| Reichsparteischule der KPD  | Fichtenau, Kurze Straße 11  | ja        | nein    | zwischen Januar 1929 und Februar 1933 Reichsparteischule der KPD; in der DDR-Zeit Gedenkstätte; nach der Wende wieder in Privatbesitz über gegangen |      |
| Fragment der Berliner Mauer | Kleinschönebeck, Dorfaue 34 | ja        | ja      | kleines originales Teilstück der Berliner Mauer; unregelmäßig bei größeren Jahrestagen Ort des Gedenkens                                            |      |

## Denkmale, Gedenkstätten und Gedenkorte für Einzelpersonen
| Bezeichnung                            | Lage                                              | Erhaltung | Nutzung | Anmerkungen | Bild |
| -------------------------------------- | ------------------------------------------------- | --------- | ------- | --- | ---- |
| Gedenktafel für Ludwig August Zernikow | Schöneiche, Schlosskirche, Dorfstraße 38          | ja        | nein    | von seiner Frau 1872 gestiftete Gedenktafel für den als Held des deutsch-französischen Krieges verehrten Ludwig August Zernikow |      |
| Gedenkstein für Raymund Dapp           | Kleinschönebeck, Dorfaue 6a (neben dem Pfarrhaus) | ja        | nein    | in Erinnerung an den hoch verehrten ehemaligen Ortspfarrer der damals eigenständigen Orte Schöneiche, Kleinschönebeck und Münchehofe, Raymund Dapp; der Stein ist ein Findling und war einer der sogenannten drei „Franzosensteine“; das Portraitmedaillon schuf Helmut Walter Graf von und zu der Heyd und von Koppingen, gegossen wurde es von der Bildgießerei Seiler; da mehrfach versucht wurde das Medaillon zu stehlen, befindet sich heute eine Kopie am Stein, das Original im Heimathaus                                                                                             |      |
| Gedenkstein für Joachim Heinrichs      | Fichtenau, Lübecker Straße 14 (neben der Kapelle) | ja        | nein    | in Erinnerung an den Ortspfarrer Joachim Heinrichs, der als anständiger Christ und Mitglied der Bekennenden Kirche und des Pfarrernotbundes die Schöneicher Gemeinde durch die NS-Zeit und die Jahre danach führte; an einem großen Findling ist ein von Lutz Hähnel geschaffenes und in der Bildgießerei Seiler gegossenes Bildmedaillon angebracht |      |
| Gedenkstein für Turnvater Jahn         | Schöneiche, Babickstraße 8 (Jahn-Sportplatz)      | ja        | nein    | Ursprünglich im Oktober 1932 in einem kleinen Erholungspark zwischen Rahnsdorfer Straße und Fredersdorfer Mühlenfließ aus Feldsteinen mit einem Bildnis-Medaillon errichtet; nach dem Zweiten Weltkrieg zunächst verkommen, dann auf den Sportplatz an der Babickstraße umgesetzt; zu DDR-Zeiten kaum als Denkmal erkenntlich, nach der Wende wieder aufgebaut und mit schlichter Gedenktafel versehen |      |
| Gedenktafel am Lützowhaus              | Schöneiche, Dorfstraße 14                         | ja        | nein    | in einem hölzernen Vorgängerbau (Jägerhaus) wurde hier zwischen Mai und September 1809 auf Veranlassung des Gutsbesitzers Friedrich Wilhelm von Schütze durch den Kleinschönebecker Dorfschulzen Martin Grätz der bei einem Gefecht verletze Freikorpsführer Adolf von Lützow versteckt und gesund gepflegt; die von Helmut Walter Graf von und zu der Heyd und von Koppingen geschaffene Erinnerungstafel wurde 1934 am Haus angebracht |      |
| Thälmann-Denkmal                       | Schöneiche, Schlosspark                           | nein      | nein    | 1968 beschlossene Errichtung, die von den örtlichen Architekten Hock und Bildhauer Karl Lemke bis zur Einweihung im September 1969 umgesetzt wurde; Teil der Umgestaltung des ehemaligen Schlossparks, nun Thälmann-Park, zu der auch der Verlegung des VdN-Denkmals in den Park und die relative Nachbarschaft des Thälmann-Denkmals gehörte, die seitdem eine Einheit bildeten; zu DDR-Zeiten neben dem sowjetischen Ehrenmal der zentrale Gedenkort Schöneiches; nach 1990 wurde das Denkmal illegal abgerissen und die hier aufgestellte Büste gestohlen und offenbar in die USA verbracht |      |
| Ernst-Schneller-Denkmal                | Grätzwalde, Prager Straße 31                      | nein      | nein    | Im Zuge der Errichtung der damaligen POS III „Ernst Schneller“ im Jahr 1976 wurde auch eine kleine, hainartige Gedenkstätte nahe dem Platz für den Fahnenappell mit einer Büste Schnellers eingerichtet; die Büste wurde schon 1989 noch vor der Wende entwendet und konnte nicht wiederbeschafft werden |      |
| Grabmal für Friedrich-Wilhelm Schütze  | Schöneiche, Schlosskirche, Dorfstraße 38          | ja        | nein    | eigentlich ein Wand-Grabmal, in seinen Dimensionen und seiner kunstfertigen Ausführung durch Johann Gottfried Schadow aber faktisch Erinnerungsort an den Hofbankier Friedrichs des Großen, Friedrich Wilhelm Schütze |      |
| Gedenktafel für Helga Hahnemann        | Grätzwalde, Musikschule, Rüdersdorfer Straße 65   | ja        | nein    | in der örtlichen Musikschule, die nach der lange im Ort lebenden Entertainerin Helga Hahnemann benannt wurde, wurde im Eingangsbereich eine Gedenktafel zu ihrer Erinnerung angebracht |      |
| Denkmal für Georg Luger                | Kleinschönebeck, Friedhof an der Friedensaue      | ja        | nein    | gegenüber dem Gemeinschaftsgrab für deutsche Soldaten errichtet, welches wiederum auf der Fläche des früheren, aufgelassenen Grabes Lugers errichtet wurde; 2019 von Verehrern Lugers errichtetes Kenotaph |      |